# Loi portant modification et codification de la législation relative aux rapports des bailleurs et locataires
La loi no 48-1360 du 1er septembre 1948 portant modification et codification de la législation relative aux rapports des bailleurs et locataires, dite loi de 1948, est une célèbre loi française, qui a très durablement façonné le marché immobilier français. 

## Avant 1948
À l'issue de la Seconde Guerre mondiale, la construction de logements nouveaux est particulièrement anémique du fait des loyers bloqués ou contrôlés depuis 1914. En effet, la faiblesse du montant des loyers freine les investissements alors que la qualité des nouvelles constructions est à la hauteur du retour sur investissement potentiel. Au problème de salubrité des logements, s'ajoute la hausse de la demande du fait des bouleversements sociologiques de l'époque (hausse de la natalité, exode rural, etc.).

## La loi de 1948
La loi no 48-1360 portant modification et codification de la législation relative aux rapports des bailleurs et locataires ou occupants de locaux d'habitation ou à usage professionnel et instituant des allocations de logement fut promulguée le 1er septembre 1948. 
Elle représentait un compromis : globalement, on touchait peu aux conditions régissant les logements existants (toujours bloqués) ; en revanche, on instaurait la liberté des loyers pour les logements neufs ou complètement rénovés. 
Dans le détail, il y avait des conditions de localisation, de vétusté, de confort, etc. Sous ces conditions, les locataires bénéficiaient de loyers stables et d'un droit absolu au maintien dans les lieux.

## Effet de la loi de 1948
La loi de 1948 engendra une forte hausse de l'indice des loyers et du prix des logements jusqu'en 1965.  C'est pour aider les familles à supporter cette hausse que fut créée par cette loi l'allocation de logement familiale et les autres aides au logement créées par des lois successives (l'aide personnalisée au logement, l'allocation de logement sociale)
En dépit des espoirs, la loi ne résolut pas les problèmes de logement (avant 1973, c'était trouver un logement — et non trouver un travail — qui était difficile). Son résultat fut un maintien de la pénurie, motivant de nouvelles politiques coûteuses (notamment par le mécanisme de l'exonération fiscale) pour contrebalancer la démotivation des investisseurs. 
Pour les investisseurs privés, l'essentiel du marché restait constitué de logements règlementés, ce qui biaisait négativement leur perception et réduisait leur capital disponible. Le coût des constructions nouvelles imposait des loyers considérablement plus élevés que dans le parc locatif général, compliquant la commercialisation. Il était bien prévu un rattrapage progressif des loyers soumis à la loi, mais, dans les faits, les gouvernements successifs n'ont pas pris le risque politique de mécontenter les nombreux locataires et l'écart se maintint. 
Faire sortir un immeuble de la loi de 1948 était même devenu quasiment un métier, compliqué mais rémunérateur (grâce à l'écart entre la valeur d'achat, réduite par cette loi, et la valeur de revente possible, sur le marché normal), en profitant des conditions données par la loi et au fur et à mesure des libérations (souvent à la suite d'un décès). Le parc des logements « loi de 1948 » s'est progressivement réduit, notamment sous l'effet de la loi de 1986 qui visait expressément à mettre fin à ce régime, en interdisant toute nouvelle location sous son empire.
Fin 1970, un cinquième des logements loués, soit 1 350 000, relevaient de la loi de 1948. En 2013, sur 11,4 millions de ménages locataires, 1 % seulement des logements, soit environ 114 000, étaient encore sous le régime juridique spécial de la loi de 1948, qui garantit des loyers peu élevés, contre 15 % quarante ans auparavant.